# Grand Prix Stanów Zjednoczonych – Wschód 1984

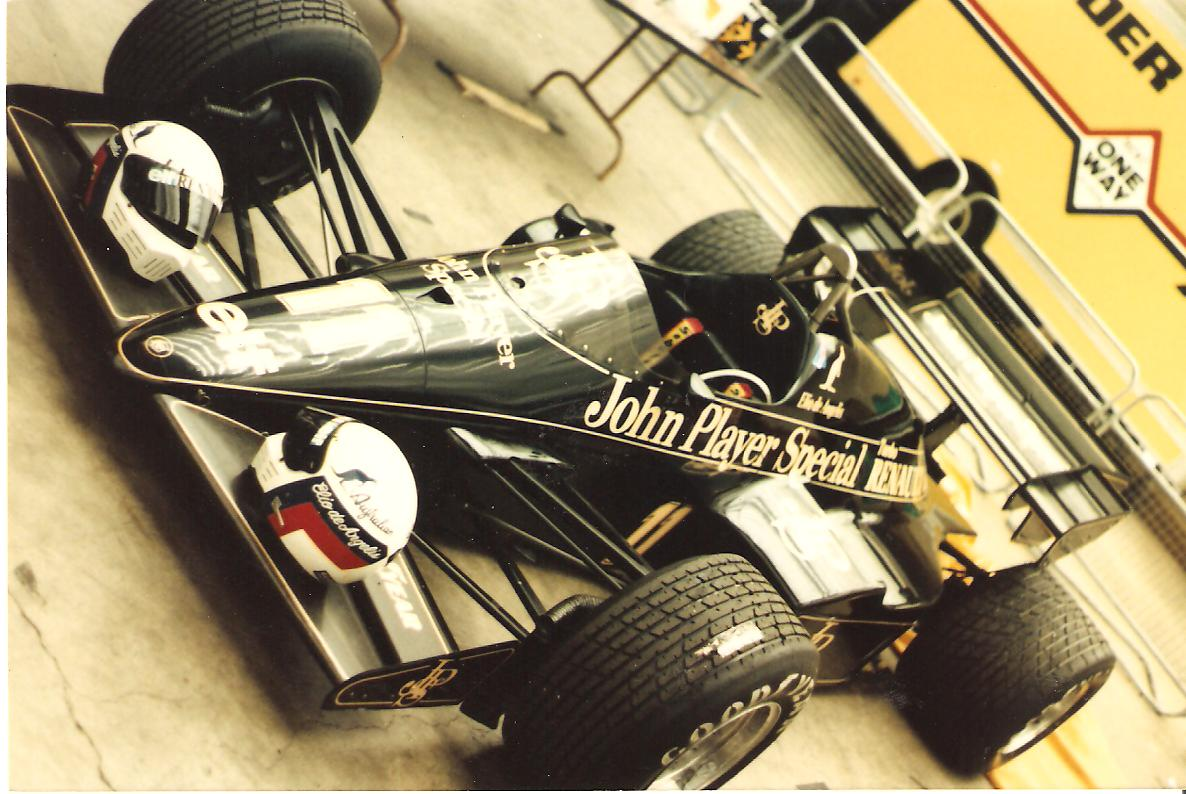
Lotus 95T podczas Grand Prix Stanów Zjednoczonych – Wschód 1984

Grand Prix Stanów Zjednoczonych – Wschód 1984 (oryg. Detroit Grand Prix) – ósma runda Mistrzostw Świata Formuły 1 w sezonie 1984, która odbyła się 24 czerwca 1984, po raz trzeci na torze Detroit Street Circuit.
Było to 3. Grand Prix Stanów Zjednoczonych – Wschód zaliczane do Mistrzostw Świata Formuły 1.

## Wyniki

### Wyścig
| Poz | Nr | Kierowca           | Konstruktor       | Okrążenia | Czas/powód n.u. | Poz. start. | Punkty |
| --- | -- | ------------------ | ----------------- | --------- | --------------- | ----------- | ------ |
| 1   | 1  | Nelson Piquet      | Brabham-BMW       | 63        | 1:55:41.842     | 1           | 9      |
| 2   | 11 | Elio de Angelis    | Lotus-Renault     | 63        | + 32.638        | 5           | 6      |
| 3   | 2  | Teo Fabi           | Brabham-BMW       | 63        | + 1:26.528      | 23          | 4      |
| 4   | 7  | Alain Prost        | McLaren-TAG       | 63        | + 1:55.258      | 2           | 3      |
| 5   | 5  | Jacques Laffite    | Williams-Honda    | 62        | + 1 Okrążenie   | 19          | 2      |
| DK  | 3  | Martin Brundle     | Tyrrell-Ford      | 63        | Dyskwalifikacja | 11          |        |
| NU  | 27 | Michele Alboreto   | Ferrari           | 49        | Silnik          | 4           |        |
| NU  | 6  | Keke Rosberg       | Williams-Honda    | 47        | Turbosprężarka  | 21          |        |
| NU  | 16 | Derek Warwick      | Renault           | 40        | Skrzynia biegów | 6           |        |
| DK  | 4  | Stefan Bellof      | Tyrrell-Ford      | 33        | Wypadek         | 16          |        |
| NU  | 15 | Patrick Tambay     | Renault           | 33        | Przen. napędu   | 9           |        |
| NU  | 9  | Philippe Alliot    | RAM-Hart          | 33        | Hamulce         | 20          |        |
| NU  | 8  | Niki Lauda         | McLaren-TAG       | 33        | Elektronika     | 10          |        |
| NU  | 12 | Nigel Mansell      | Lotus-Renault     | 27        | Skrzynia biegów | 3           |        |
| NU  | 18 | Thierry Boutsen    | Arrows-BMW        | 27        | Silnik          | 13          |        |
| NU  | 26 | Andrea de Cesaris  | Ligier-Renault    | 24        | Przegrzanie     | 12          |        |
| NU  | 20 | Johnny Cecotto     | Toleman-Hart      | 23        | Sprzęgło        | 17          |        |
| NU  | 23 | Eddie Cheever      | Alfa Romeo        | 21        | Silnik          | 8           |        |
| NU  | 19 | Ayrton Senna       | Toleman-Hart      | 21        | Wypadek         | 7           |        |
| NU  | 22 | Riccardo Patrese   | Alfa Romeo        | 20        | Wypadł z toru   | 25          |        |
| NU  | 25 | François Hesnault  | Ligier-Renault    | 3         | Wypadek         | 18          |        |
| NU  | 24 | Piercarlo Ghinzani | Osella-Alfa Romeo | 3         | Wypadek         | 26          |        |
| NU  | 28 | René Arnoux        | Ferrari           | 2         | Wypadek         | 15          |        |
| NU  | 10 | Jonathan Palmer    | RAM-Hart          | 2         | Opona           | 24          |        |
| NU  | 14 | Manfred Winkelhock | ATS-BMW           | 0         | Silnik          | 14          |        |
| NU  | 17 | Marc Surer         | Arrows-BMW        | 0         | Wypadek         | 22          |        |
| NZ  | 21 | Huub Rothengatter  | Spirit-Ford       |           |                 |             |        |